# Kyle Scatliffe
Kyle Scatliffe (Washington, 18 luglio 1986) è un attore statunitense, noto soprattutto come interprete di musical.

## Biografia
Ultimo di cinque fratelli, Kyle Scatliffe è nato a Washington e cresciuto a Westwood. Dopo gli studi all'American Musical and Dramatic Academy, Scatliffe ha cominciato a recitare in diversi teatri reglionali, apparendo in allestimenti di Aida, Dreamgirls, Oklahoma! e Ragtime. Nel 2013 ha ottenuto il suo primo ruolo di successo quando è stato scelto per interpretare Haywood Patterson nella prima del musical The Scottsboro Boys al Young Vic e per la sua interpretazione ha ottenuto una candidatura al Laurence Olivier Award al miglior attore in un musical, massimo riconoscimento del teatro britannico.
L'anno successivo ha fatto il suo debutto a Broadway nel secondo revival del musical Les Misérables, in cui ha interpretato Enjolras. Nel 2015 ha recitato con Jennifer Hudson e Cynthia Erivo a Broadway in un revival del musical The Color Purple diretto da John Doyle. Dopo due anni nel cast di The Color Purple, nel 2018 si è unito al cast della seconda tournée statunitense del musical premio Pulitzer Hamilton, in cui ha ricoperto il duplice ruolo del marchese di Lafayette e di Thomas Jefferson; successivamente è tornato ad interpretare i ruoli anche nella produzione stabile di Broadway. Nel 2019 è tornato sulle scene newyorchesi per recitare in una riduzione teatrale de Il buio oltre la siepe con Ed Harris.

## Teatro
- Dreamgirls, libretto di Tom Eyen, colonna sonora di Henry Krieger, regia di Casey Colgan. Arts Center of Coastal Carolina di Hilton Head Island (2011)
- Oklahoma!, libretto di Oscar Hammerstein II, colonna sonora di Richard Rodgers, regia di Peter Rothstein. 5th Avenue Theatre di Seattle (2012)
- The 25th Annual Putnam County Spelling Bee, libretto di Rachel Sheinkin, colonna sonora di William Finn. Carolyn Blount Theatre di Montgomery (2012)
- Ragtime, libretto di Terrence McNally, testi di Lynn Ahrens, colonna sonora di Stephen Flaherty, regia di David Steakley. Topfer Theatre di Austin (2012)
- The Scottsboro Boys, libretto di Fred Ebb, colonna sonora John Kander, regiadi Susan Stroman. Young Vic di Londra (2013)
- Les Misérables, colonna sonora di Claude-Michel Schönberg, libretto di Alain Boublil e Herbert Kretzmer, regia di Laurence Connor e James Powell. Imperial Theatre di Broadway (2014)
- The Color Purple, libretto di Marsha Norman, colonna sonora di Brenda Russell, Allee Willis e Stephen Bray, regia di John Doyle. Bernard B. Jacobs Theatre di Broadway (2015)
- Big River, libretto di William Hauptman, colonna sonora di Roger Miller, regia di Lear deBessonet. New York City Center di New York (2017)
- Come vi piace, di William Shakespeare, regia di John Doyle. Classic Stage Company dell'Off-Broadway (2017)
- Hamilton, colonna sonora e libretto di Lin-Manuel Miranda, regia di Thomas Kail. Tournée statunitense (2019), Richard Rodgers Theatre di Broadway (2019)
- Il buio oltre la siepe, da Harper Lee, adattamento di Aaron Sorkin, regia di Bartlett Sher. Shubert Theatre di Broadway (2019)

## Filmografia

### Televisione
- Chicago P.D. - serie TV, 1 episodio (2015)
- Bull - serie TV, 1 episodio (2017)

## Riconoscimenti
- Premio Laurence Olivier
  - 2014 – Candidatura al miglior attore in un musical per The Scottsboro Boys